# Manuel Pedregal y Cañedo
Manuel Pedregal i Cañedo (Grado, 12 d'abril de 1831 - Madrid, 22 de juliol de 1896) va ser un jurista i polític espanyol, ministre d'Hisenda durant la Primera República (1873-4).
Va ser pare de José Manuel Pedregal y Sánchez-Calvo, també ministre d'Hisenda.

## Vida
Després d'estudiar les primeres lletres en la seva vila natal, en 1843 es va traslladar a Oviedo per cursar el batxillerat en la Facultat de Filosofia, i després els de Dret, llicenciant-se en 1856 i obrint despatx d'advocat l'any següent. Esdevingué degà del Col·legi d'Advocats d'Oviedo en 1865, i va ingressar en la Reial Acadèmia de la Història el 26 de gener de 1866.
Políticament, durant el Bienni Progressista de 1854-1856 va destacar per la seva defensa de postures democràtiques, formant part del comitè del Partit Democràtic a la capital asturiana. Republicà convençut, va intervenir activament en la revolució de 1868, formant part de la Junta Revolucionària Provincial. També va fundar i va dirigir el periòdic El Constituyente.
Va ser escollit regidor del nou ajuntament d'Oviedo, constituït després de la Revolució. Es va presentar a les eleccions a diputats provincials en 1869, 1871 i 1872, sent la seva acta anul·lada en les dues últimes eleccions. A les eleccions generals espanyoles de 1873, que van proclamar la República, va ser diputat per Gijón i va resultar elegit vicepresident del Congrés i governador civil de La Corunya.
Durant el govern d'Emilio Castelar va exercir la cartera d'Hisenda, aconseguint, en els quatre mesos que va estar en el càrrec, posar una mica d'ordre en la catastròfica situació del Tresor Públic. Amb la caiguda de la República, va tornar a l'advocacia, aconseguint gran fama.
A Madrid va ser membre i posteriorment president de l'Ateneo de Madrid i de la Reial Acadèmia de Jurisprudència i Legislació. Va fundar, juntament amb Francisco Giner de los Ríos, la Institución Libre de Enseñanza, de la qual fou rector d'estudis i president de la Junta de govern.
A les eleccions generals espanyoles de 1881 va tornar a la sorra política en ser elegit diputat per Oviedo, mantenint-se fins a la seva mort. Va ser el principal líder a Astúries del Partit Centralista dirigit per Nicolás Salmerón. També va participar en la fundació d'Unió Republicana, juntament amb Gumersindo de Azcárate i Rafael María de Labra Cadrana.

## Obres
- Estudios políticos (1868)
- Estudios sobre el engrandecimiento y la decadencia de España (1885)